# 女子プロ野球ドラフト会議
女子プロ野球ドラフト会議（じょしプロやきゅうドラフトかいぎ）は、日本女子プロ野球機構(以下、女子プロ野球機構)が開催する、選手の所属チームを決定するために行われる会議である。

## 概要
女子プロ野球機構が開催するトライアウト合格者の所属チームを決定する会議である。2009年に第1回が行われたが、2010年は行われなかった(後述)。

## 2009年
2010年からのリーグ開始に向け、2009年12月21日にホテル阪急インターナショナルにて球団設立記者会見とあわせて「第一回ドラフト会議」が行われた。指名の対象となるのは事前に女子プロ野球機構主催のトライアウトを合格した30人。この30人の選手はあらかじめ「内野手」、「外野手」、「捕手」、「投手」に組分けされており、組ごとに指名が行われた。指名対象選手全員が会議に同席しており、指名が重複した場合には、指名された選手が自らくじを引いて所属チームを決めた。

### 重複指名選手
| ポジション | 順位  | 選手名     | 決定球団                 |
| ---------- | ----- | ---------- | ------------------------ |
| 外野手     | 1順目 | 小久保志乃 | 兵庫スイングスマイリーズ |
| 外野手     | 2順目 | 梅本由紀   | 京都アストドリームス     |
| 捕手       | 1順目 | 碇美穂子   | 京都アストドリームス     |
| 捕手       | 2順目 | 黒木弥生   | 京都アストドリームス     |
| 投手       | 1順目 | 小西美加   | 兵庫スイングスマイリーズ |
| 投手       | 3順目 | 三浦伊織   | 京都アストドリームス     |
| 投手       | 4順目 | 萩原麻子   | 兵庫スイングスマイリーズ |

### 指名リスト
京都アストドリームス
- 内野手

| 順位  | 選手名     | 年齢           | 出身校・チーム                       |
| ----- | ---------- | -------------- | ------------------------------------ |
| 1順目 | 川端友紀   | 20             | 元塩野義製薬(ソフトボール)           |
| 2順目 | 中村茜     | 20(当日誕生日) | 太陽誘電（ソフトボール）             |
| 3順目 | 川畑亜沙美 | 20             | 南九州短期大学(女子硬式)             |
| 4順目 | 深澤美和   | 23             | 日本プロスポーツ専門学校（男子硬式） |
| 5順目 | 河本悠     | 23             | 新波（女子硬式）                     |

- 外野手

| 順位  | 選手名   | 年齢 | 出身校・チーム                   |
| ----- | -------- | ---- | -------------------------------- |
| 1順目 | 合田智子 | 29   | スポーツデータバンク(男子軟式)   |
| 2順目 | 梅本由紀 | 23   | 新波(女子硬式)                   |
| 3順目 | 田中朋子 | 19   | 県立和歌山商業高校(ソフトボール) |
| 4順目 | 大倉三佳 | 24   | 皇學館大学(女子軟式)             |

- 捕手

| 順位  | 選手名   | 年齢 | 出身校・チーム           |
| ----- | -------- | ---- | ------------------------ |
| 1順目 | 碇美穂子 | 22   | 侍(女子硬式)             |
| 2順目 | 黒木弥生 | 18   | 神村学園高等部(女子硬式) |

- 投手

| 順位  | 選手名   | 年齢 | 出身校・チーム                 |
| ----- | -------- | ---- | ------------------------------ |
| 1順目 | 駒谷麻妃 | 18   | 埼玉栄高校(女子硬式)           |
| 2順目 | 荒井蛍   | 18   | 村田女子高等学校(女子軟式)     |
| 3順目 | 三浦伊織 | 18   | 椙山女学園高等学校(テニス)     |
| 4順目 | 山元保美 | 33   | 福岡ファイアーサンズ(女子軟式) |

兵庫スイングスマイリーズ
- 内野手

| 順位  | 選手名     | 年齢 | 出身校・チーム                   |
| ----- | ---------- | ---- | -------------------------------- |
| 1順目 | 厚ヶ瀬美姫 | 18   | 塁ベースボールクラブ（女子硬式） |
| 2順目 | 田中幸夏   | 22   | 大阪BLESS（女子硬式）            |
| 3順目 | 坪内瞳     | 25   | 平成国際大学（女子硬式）         |
| 4順目 | 滝澤彩     | 21   | 日本体育大学（ソフトボール）     |
| 5順目 | 松本育代   | 22   | 大阪BLESS（女子硬式）            |

- 外野手

| 順位  | 選手名     | 年齢 | 出身校・チーム           |
| ----- | ---------- | ---- | ------------------------ |
| 1順目 | 小久保志乃 | 21   | ハマンジ(女子硬式)       |
| 2順目 | 新原千恵   | 23   | 尚美学園大学（女子硬式） |
| 3順目 | 野々村聡子 | 22   | 大阪BLESS（女子硬式）    |
| 4順目 | 奥田実里   | 22   | 中京女子大学（硬式）     |

- 捕手

| 順位  | 選手名   | 年齢 | 出身校・チーム   |
| ----- | -------- | ---- | ---------------- |
| 1順目 | 川保麻弥 | 25   | 新波（女子硬式） |
| 2順目 | 益田詩歩 | 21   | 侍（女子硬式）   |

- 投手

| 順位  | 選手名   | 年齢 | 出身校・チーム                   |
| ----- | -------- | ---- | -------------------------------- |
| 1順目 | 小西美加 | 26   | 大阪BLESS（女子硬式）            |
| 2順目 | 田中碧   | 22   | 侍（女子硬式）                   |
| 3順目 | 岩谷美里 | 18   | 北海道滝川西高校（ソフトボール） |
| 4順目 | 萩原麻子 | 17   | 豊田大谷高校（陸上部）           |

※年齢は指名当時。

## 2010年
前年度、各チームの戦力差が顕著であったことから戦力均衡を目的に、トライアウト合格者6人をドラフトを経ずに各チームに振り分けた。